# 玲珑轮胎
玲珑轮胎（英語：Shandong Linglong Tire Co., Ltd.，上交所：601966）全称是山东玲珑轮胎股份有限公司，是一家中国轮胎公司。

## 历史
1975年创建于山东烟台，在中国拥有4个生产基地分别位于招远、德州、柳州和荆门。2014年开办首家海外工厂，位于泰国春武里市。2016年7月6日在上海证券交易所挂牌上市。2019年3月开办第二家海外工厂，位于塞尔维亚兹雷尼亚宁。
在塞爾維亞玲瓏輪胎海外工廠工作的數百名越南勞工在2021年11月17日發動罷工，抗議當地的工作環境惡劣及疑似遭到誘騙而來工作。